# Казанцево (Курганская область)
Казанцево — деревня в Частоозерском районе Курганской области. Входит в состав Частоозерского сельсовета.

## История
До 1917 года входила в составе Частоозерской волости Ишимского уезда Тобольской губернии. По данным на 1926 год состояла из 95 хозяйств. В административном отношении входила в состав Частоозерского сельсовета Частоозерского района Ишимского округа Уральской области.

## Население
| 1989 | 2002 | 2010 |
| ---- | ---- | ---- |
| 124  | ↘117 | ↘56  |

По данным переписи 1926 года в деревне проживало 414 человек (181 мужчина и 233 женщины), в том числе: русские составляли 99 % населения.